# Decamentathlon
Decamentathlon ist ein Mehrkampf, der für die erste Denk-Sport-Olympiade geschaffen wurde, um das beste Denk-Sport-Multitalent der Welt zu finden. Der erste Platz war ursprünglich dotiert mit 10.000 £, genauso hoch wie die höchstdotierte Einzeldisziplin, die von Skandia gesponsert war.  Während die anderen Disziplinen zeitlich stärker verteilt waren, fand Decamentathlon in einer Sitzung statt. Die Disziplin war gedacht als Flaggschiff der Denk-Sport-Olympiade. Trotzdem wird heute Pentamind als wichtiger angesehen.

## Format
Die Denk-Sport-Olympiade war gedacht als Olympische Spiele des Geistes. Decamentathlon und Pentamind waren inspiriert von Zehnkampf und Fünfkampf.
Anders als Pentamind hat Decamentathlon ein festes Format. Es besteht aus einem vierstündigen Test, der in zehn Disziplinen aufgeteilt ist. Jede Disziplin war entweder eine reduzierte Variante, eine volle Varianten mit zwei Spielern gegeneinander oder ein Papier. In jeder Disziplin kann man maximal hundert Punkte machen, so dass man maximal 1000 Punkte erreichen kann. Die Komplexität von Decamentathlon bewirkt, dass diese Sportart nur auf der Denk-Sport-Olympiade mit der jährlichen Weltmeisterschaft ausgeübt wird.
Decamentathlon besteht aus folgenden Disziplinen:
Kontrakt-Bridge, Schach, Kreatives Denken, 8x8 Dame,  Go, Intelligenz, Mastermind, Erinnerungsvermögen, Kopfrechnen, Othello.
Die Disziplin Erinnerungsvermögen besteht aus einem festen Format: Spieler müssen ein Kartendeck und eine Zahl aus 96 Ziffern memorieren. 2008 wurde anstelle von Bridge Backgammon getestet.

## Kontroverse
Es besteht Streit über die These, dass die Disziplin Sprechen des Englischen bevorteilt, insbesondere beim Kreativen Denken und bei der Intelligenz. Es gab nur einmal einen Sieger ohne Englisch als Muttersprache, Gert Schnider. Andererseits haben einige Sieger beim Decamentathlon in anderen Jahren beim Pentamind gewonnen, so dass die Bevorteilung gering ist. Andere Kritiken beziehen sich auf die Auswertung und inkorrekte offizielle Antworten, was zur Neuzuerkennung von Medaillen geführt hat.

## Weltmeister
Die Weltmeisterschaften waren seit 1997 Teil der MSO.
- 1997:  A Dyson
- 1998:  Paul Smith
- 1999:  Paul Smith
- 2000:  Gert Schnider
- 2001:  Ben Pridmore
- 2002:  David M. Pearce
- 2003:  Demis Hassabis
- 2004:  Demis Hassabis
- 2005:  Martyn Hamer
- 2006:  Matthew J. Cordell
- 2007:  Matthew J. Cordell
- 2008:  Alain S. Dekker
- 2009:  Mathew J. Cordell
- 2010:  Mathew J. Cordell
- 2011:  Mathew J. Cordell
- 2012:  Alain Dekker
- 2013:  Martyn Hamer
- 2014:  Mathew J. Cordell
- 2015:  Chris Bryant
- 2016:  Matthew Hathrell
- 2017:  Matthew Hathrell